# Kultura Anasazi

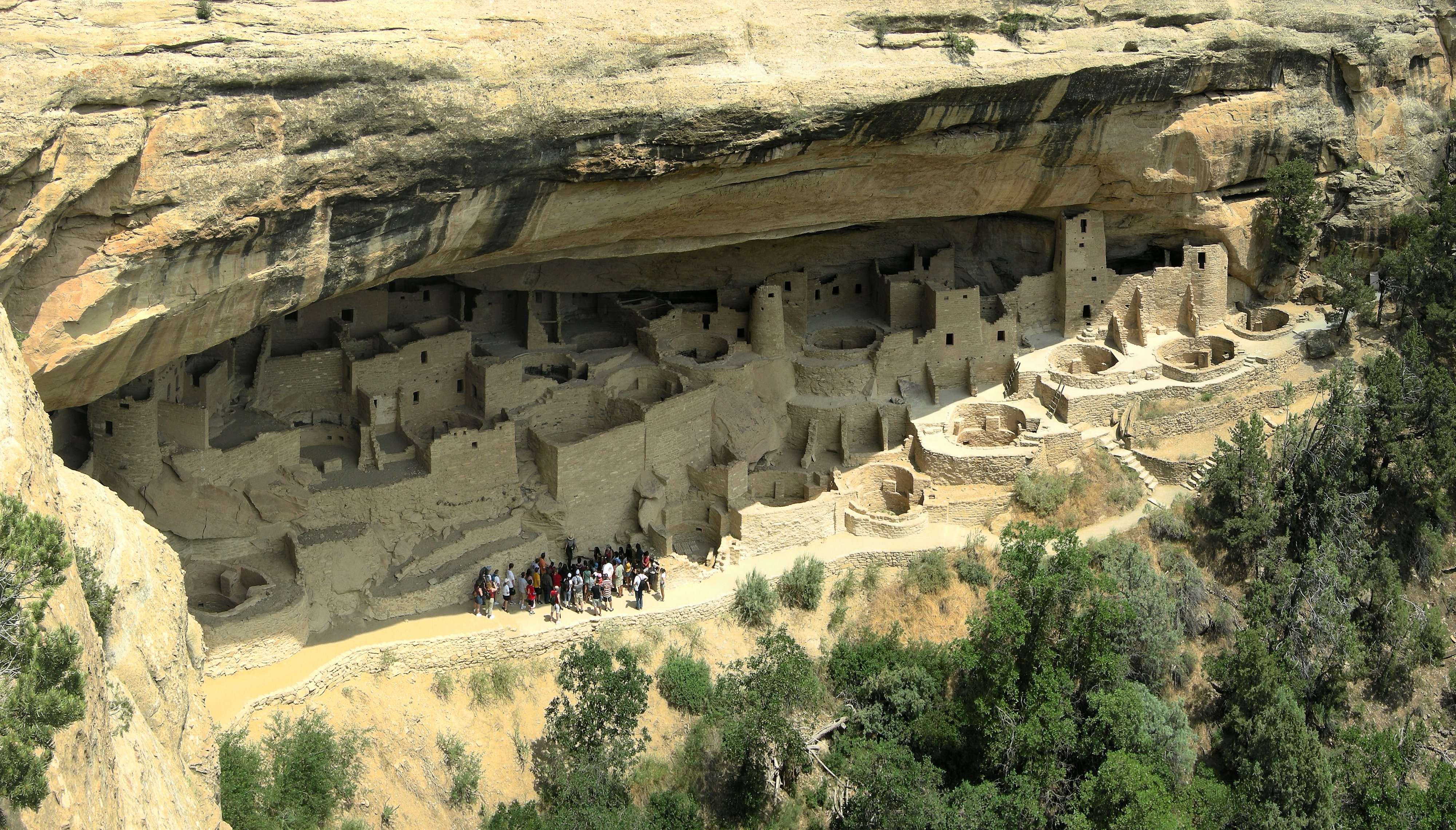
Ruiny Pałacu Klifowego (Cliff Palace) w Parku Narodowym Mesa Verde (stan Kolorado).

Anasazi, w języku nawaho starożytni wrogowie, po angielsku zwani też Ancestral Puebloans (przodkowie Pueblo) – nazwa kultury archeologicznej, rozwijającej się w okresie od I w. p.n.e. do końca XIII wieku n.e. na obszarach Wielkiej Kotliny Amerykańskiej w Ameryce Północnej. 

## Pochodzenie
Pochodzenie Indian Anasazi nie jest pewne. Kryterium wydzielenia kultury Anasazi było stopniowe przejście z gospodarki zbieracko-łowieckiej do kopieniactwa.

## Obszar występowania i kontekst kulturowy
Ludność kultury Anasazi żyła na styku dzisiejszych stanów Arizona, Nowy Meksyk, Utah i Kolorado. Należy jednak zaznaczyć, iż zasięg kulturowy wyklucza utożsamianie kultury Anasazi z jednym plemieniem czy nawet federacją plemion. Obszar kultury Anasazi graniczył od północy z kulturą Fremont, od południa z kulturami Mogollon i Hohokam. Kultura Anasazi silnie oddziaływała zwłaszcza na kultury Fremont i Mogollon.

## Chronologia, geneza i zanik
Kultura Anasazi dzieli się na 5 faz. Dzieje ludności kultury Anasazi podzielić można na dwa okresy chronologiczne: Wyplataczy koszy (100 r. p.n.e. - 700 r. n.e.) i okres Pueblo (700 r. n.e. - 1300 r. n.e.). Dodatkowo możemy wydzielić w pierwszym okresie dwie fazy a w drugim trzy fazy. Znaczny wzrost demograficzny, powodujący problemy z zaopatrzeniem w żywność, połączony z okresem tzw. Wielkiej Suszy (1230 r. n.e. - 1280 r. n.e.) prawdopodobnie spowodował stopniowe przejście ludności w okolice północno-wschodniej Arizony oraz doliny rzeki Rio Grande, co archeolodzy uważają za koniec kultury Anasazi. Wśród badaczy trwają spory dotyczące organizacji społeczno-politycznej w rejonach zamieszkiwanych przez ludność kultury Anasazi. Zdecydowana większość naukowców porównuje ją do współczesnych Indian Pueblo, jako kontynuatorów spuścizny materialnej i duchowej ludności kultury Anasazi. Obecnie mianem Indian Pueblo określa się heterogeniczną grupę plemion zróżnicowanych językowo, ale podobnych pod względem obyczajów, u których występuje matrylinearność i rozwinięta sztuka.

## Charakterystyczne wytwory kulturowe
Bardzo charakterystyczną formą domostwa były tzw. puebla (Park Narodowy Mesa Verde). Były to domy prostokątne wznoszone z kamieni i suszonej na słońcu cegły adobe, z charakterystycznym belkowaniem dachu. Ceramika Anasazi była jedną z najwcześniejszych na terenach kultur Południowego Zachodu, charakteryzowała się polerowaną powierzchnią o brązowym kolorze.
Dużą popularnością cieszyły się formy naczyń wyplatanych z włókien roślinnych.

## Osadnictwo
Znane są różne osiedla kultury Anasazi. W pierwszym okresie osady miały charakter obronny, często zakładano osiedla na stokach pagórków i ściętych wzgórzach zwanych mesami (od hiszpańskiego słowa mesa, czyli stół). Typowe osiedla składały się z kilkunastu (10-35) zagłębionych w ziemię, owalnych domostw o średnicy od 3 do 6 metrów. Ściany wznoszono z belek i uszczelniano mułem lub błotem, w podłożu wykopywano jamy zasobowe. W fazie schyłkowej (Wyplataczy koszy II) wioski powiększyły się, domostwa przybrały formę ziemianek zagłębionych w ziemię (od 0,30 m do 1,80 m). Dachy, wsparte na czterech palach, budowano z drewna i obkładano gliną. Ściany domostw pokrywano gipsową zaprawą lub płytkami kamiennymi.
W okresie Pueblo dominowały charakterystyczne prostokątne budynki z suszonej cegły. W fazach schyłkowych (1100 r. n.e. – 1300 r. n.e.) powstawały tzw. osiedla klifowe, lokalizowane w niszach skalnych.

## Obrządek pogrzebowy
Zmarłych grzebano wewnątrz jam zasobowych w domostwach lub w najbliższym sąsiedztwie. Wśród wyposażenia grobów były wyplatane kosze oraz części odzieży z włókien roślinnych i skóry. 

## Gospodarka
W pierwszym okresie trwania kultury Anasazi dominowała gospodarka zbieracko-łowiecka, później powstały duże uprawy dyni, fasoli i kukurydzy. 